# يوميات كريم
يوميات كريم (بالإنجليزية: Diary of Kareem) هو مسلسل رسوم متحركة رسومات ثلاثية الأبعاد،
قامت بإنتاجه شركة ماجيك سيليكشن الكويت - مصر.

## قصة المسلسل
يطرح العمل سلوكيات وأدبيات دينية وأخلاقية مهمة، يتم التطرق لها من خلال الشخصية الأساسية وهي كريم الذي تدور الأحداث معه ومع أهله ( الأب والأم وأخته وصديقه) وطبعا العمل يعتمد على المواقف والمؤثرات الموسيقية والصوتية ولا يعتمد على الحوار ضمن إطار كوميدي ترفيهي مع وضع رسالة بنهاية كل حلقة تكون كشاهد لتزيد وتأكد الهدف المرجو من الأحداث التي حصلت، وهو موجه للأطفال حتى سن 15 سنة . مدة الحلقة 90 ثانية . المسلسل أنتج عام 2007 .